# Moisés de Morais Velinho
Moysés de Moraes Vellinho (Santa Maria, 6 de janeiro de 1902 — Porto Alegre, 27 de agosto de 1980) foi um escritor, jornalista e político brasileiro.
Filho de João Rodrigues Vellinho e Adalgiza de Moraes Vellinho, estudou o primário na aula pública da Professora Cacilda Fontoura, em sua cidade natal, no Colégio Paroquial São Luís, Santa Maria; Colégio Anchieta e Colégio Júlio de Castilhos, ambos de Porto Alegre.
Na mocidade, assinava sempre sob o pseudônimo de Paulo Arinos. Foi um dos criadores da Fundação Eduardo Guimaraens, Porto Alegre. Membro do Instituto Histórico e Geográfico do Rio Grande do Sul. Integrou o Conselho Federal de Cultura, Rio de Janeiro, de 1967-70. Membro da Academia Portuguesa de Cultura Internacional.
Foi redator de A Federação e escreveu para o jornal Correio do Povo, ambos de Porto Alegre. Foi oficial de Gabinete do Ministério da Justiça, Rio de Janeiro, 1931; e do Ministério do Trabalho, depois deputado à Assembléia Legislativa do Rio Grande do Sul, 1935-37. Membro do Departamento Administrativo do Estado, Porto Alegre, 1938-45. Diretor da revista Província de São Pedro, Porto Alegre, 1945-57. Ministro do Tribunal de Contas do Estado.
Historiador, escritor, ensaista e crítico literário. Vinculado à vertente lusitana da historiografia riograndense (junto com Aurélio Porto, Souza Docca, Othelo Rosa), dedicou-se a defender a origem e a evolução cultural luso-brasileira do Rio Grande do Sul.
Estudou o gaúcho brasileiro e sua importância no estabelecimento das fronteiras nacionais. Distingue o gaúcho brasileiro do gaucho platino , atribuindo menor influência indígena e africana ao primeiro (distinção polêmica que gera a acusação de fazer apologia de supremacia étnica).
Para ele, cada região do Brasil apresenta necessariamente suas características ou acento próprios, sem que daí decorram quaisquer riscos para a realização de um destino comum e solidário. Concorda com o sociólogo Paulo Prado em que a salvaguarda de nossa unidade territorial está na legítima expansão dos regionalismos.
Em seu ano de falecimento, 1980, foi homenageado como patrono da Feira do Livro de Porto Alegre.
O Arquivo Histórico de Porto Alegre foi batizado Moysés Vellinho em sua homenagem.
Em seu acervo no Delfos, é possível encontrar correspondências, manuscritos, recortes de jornais, livros, documentos pessoais, cadernos e diplomas.

## Obras
- O Rio Grande e o Prata
- Capitania dÉl-Rei : aspectos polêmicos da formação Rio-Grandense. 2 ed.Porto Alegre: Editora Globo, 1970. Edições posteriores: Porto alegre: Instituto estadual do Livro, CORAG,2005
- Fronteiras
- Aparas do Tempo. Porto Alegre: Companhia União de Seguros Gerais,1981.